# 米兰韦尔
米兰韦尔，是西班牙阿拉贡自治区特鲁埃尔省的一个市镇。总面积46平方公里，总人口145人（2001年），人口密度3人/平方公里。